# مصطفی یکم
مصطفی یکم، (تولد ۲۴ ژوئن ۱۶۰۰ – درگذشت ۲۰ ژانویه ۱۶۳۹) پسر کوچک محمد سوم و برادر احمد یکم و پانزدهمین سلطان و خلیفه عثمانی بود و به کمک مادرش حلیمه سلطان و همسر برادرش کوسم سلطان به سلطنت رسید. مصطفی زندگیش را تحت تربیت کوسم سلطان در حرمسرا کاخ توپ‌کاپی گذرانده بود و در کشورداری تجربه نداشت. 
در زمان حکومت مصطفی، وزیر اعظم خلیل‌پاشا در ایران با صفویان نبرد می‌کرد. مصطفی از اواخر سال ۱۶۱۷ تا اوایل ۱۶۱۸ میلادی به مدت سه ماه حکومت کرد و پس از آن با ادعای دیوانگی، توسط کوسم سلطان برکنار شد. مصطفی اول بعد از شورش ۱۶۲۲ که علیه سلطان عثمان به راه افتاده بود دوباره به سلطنت رسید ولی یک سال بعد، دوباره او را به دلیل دیوانگی توسط فتوایی که از شیخ‌الاسلام گرفته بودند از سلطنت خلع کرده و مراد چهارم را به سلطنت رساندند. او  در سال ۱۶۳۹ از دنیا رفت و در مسجد ایاصوفیا دفن شد.

## نگارخانه

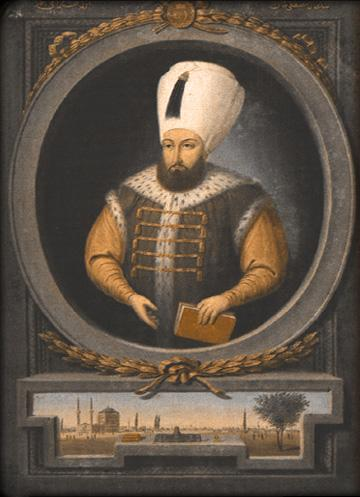
سلطان مصطفی اول
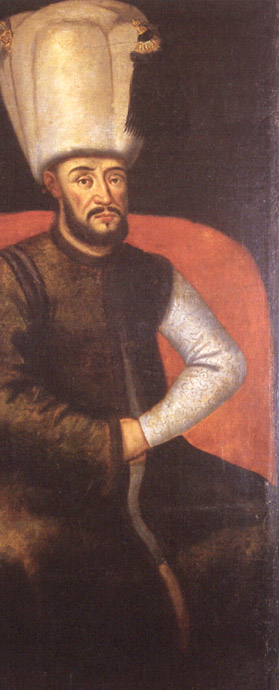
نگاره‌ای از مصطفی یکم
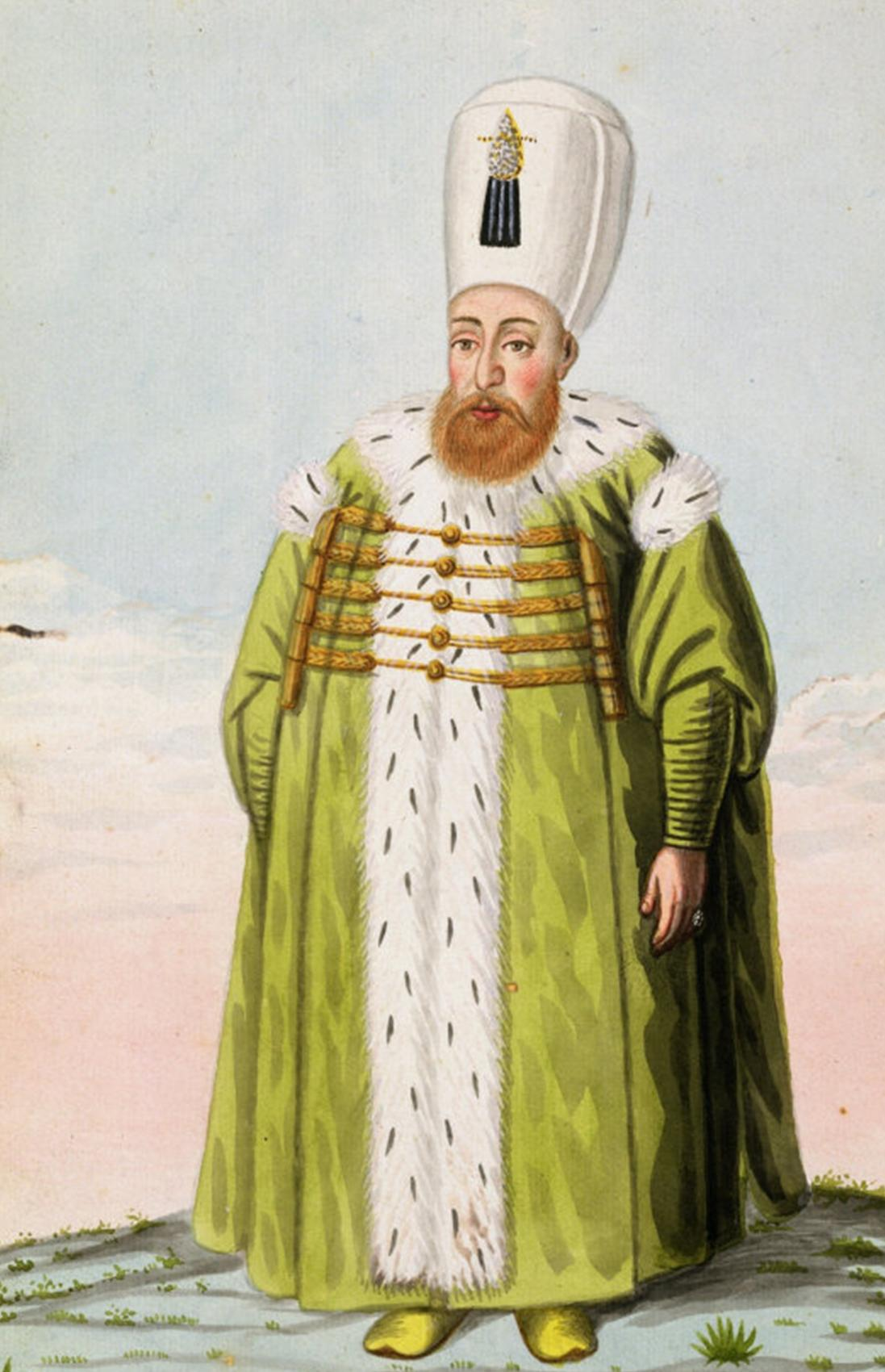
پرتره‌ای از سلطان مصطفی خان
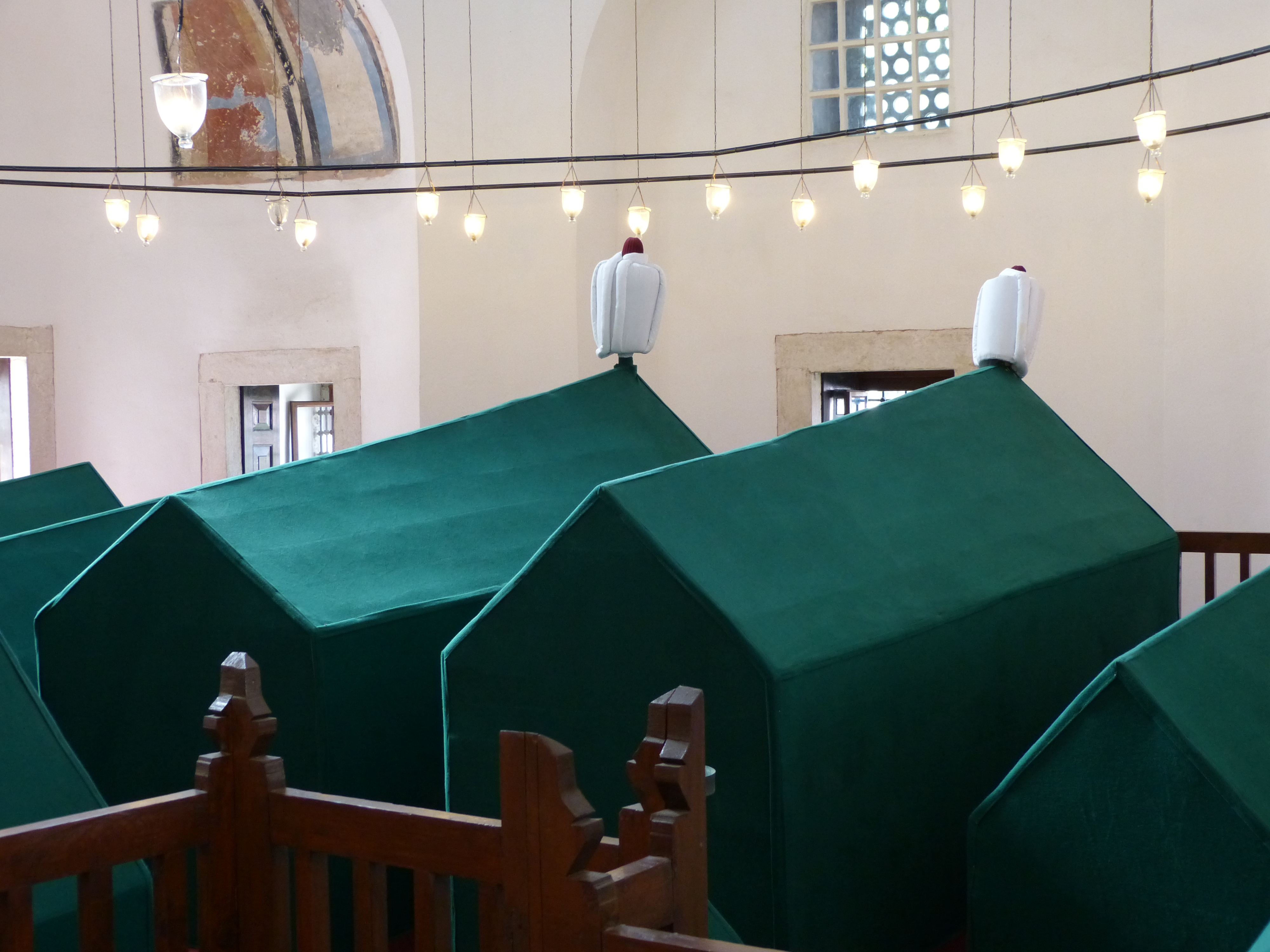
مقبره مصطفی یکم و ابراهیم یکم، مسجد ایاصوفیه، استانبول